# Wavrans-sur-Ternoise
Wavrans-sur-Ternoise é uma comuna francesa na região administrativa de Altos da França, no departamento de Pas-de-Calais. Estende-se por uma área de 4,81 km². Em 2010 a comuna tinha 197 habitantes (densidade: 41 hab./km²).